# Ярнути (гміна Ломжа)
Ярнути (пол. Jarnuty) — село в Польщі, у гміні Ломжа Ломжинського повіту Підляського воєводства.
Населення — 149 осіб (2011).
У 1975-1998 роках село належало до Ломжинського воєводства.

## Демографія
Демографічна структура станом на 31 березня 2011 року:
|          | Загалом | Допрацездатний вік | Працездатний вік | Постпрацездатний вік |
| -------- | ------- | ------------------ | ---------------- | -------------------- |
| Чоловіки | 75      | 13                 | 54               | 8                    |
| Жінки    | 74      | 13                 | 49               | 12                   |
| Разом    | 149     | 26                 | 103              | 20                   |